# Acreichthys hajam
Acreichthys hajam es una especie de peces de la familia Monacanthidae en el orden de los Tetraodontiformes.

## Morfología
Pueden llegar alcanzar los 7 cm de longitud total.

## Hábitat
Es un pez marino demersal de clima subtropical.

## Distribución geográfica
Se encuentra en las Filipinas y Japón (incluyendo las Islas Ryukyu).

## Observaciones
Es inofensivo para los humanos.